# باتريسيو أيلوين
باتريسيو إيلوين (بالإسبانية: Patricio Aylwin Azócar)‏ (مواليد 26 نوفمبر 1918 في فينيا ديل مار - 19 أبريل 2016)، هو سياسي تشيلي وعضو الحزب الديمقراطي المسيحي كما أنه محامي، كاتب، أستاذ جامعي وسيناتور سابق. كان أول رئيس لتشيلي بعد عودة الديمقراطية في سنة 1990.

## روابط خارجية
- باتريسيو أيلوين على موقع IMDb (الإنجليزية)
- باتريسيو أيلوين على موقع الموسوعة البريطانية (الإنجليزية)
- باتريسيو أيلوين على موقع مونزينجر (الألمانية)
- باتريسيو أيلوين على موقع قاعدة بيانات الفيلم (الإنجليزية)
- باتريسيو أيلوين على موقع كينوبويسك (الروسية)